# Amy Atkinson
Amy Atkinson (* 5. August 1989 in Ostfildern, Deutschland) ist eine guamische Fußballspielerin und Leichtathletin. Sie ist spezialisiert auf Langstreckenläufe sowie den Hindernislauf.

## Karriere
Amy Atkinson nahm 2010 an den nationalen Leichtathletikmeisterschaften von Guam statt, hier konnte sie drei Goldmedaillen gewinnen. Bei den Leichtathletik-Ozeanienmeisterschaften 2011 stellte sie einen neuen nationalen Rekord im 3000-Meter-Hindernislauf auf. Zudem gewann sie über 5000 Meter die Gold- und über 800 und 1500 Meter die Silbermedaille. Atkinson vertrat Guam über 400 Meter den Hallenweltmeisterschaften 2012 in Istanbul.
Bei den Olympischen Sommerspielen 2012 in London startete sie über 800 Meter in den Vorläufen. Dabei konnte sie mit einer Zeit von 2:18,53 Minuten ihre persönliche Bestleistung um fast 3 Sekunden überbieten, gleichzeitig stellte sie den seit 22 Jahren bestehenden Landesrekord ein. Allerdings konnte sie sich nicht für die Halbfinalläufe qualifizieren.
Neben ihrer Leichtathletik Karriere spielte sie noch Fußball in der Nationalmannschaft von Guam.

## Persönliches
Amy Atkinson studierte an der Biola University und war dort im Fußballteam aktiv.